# 아쿠레

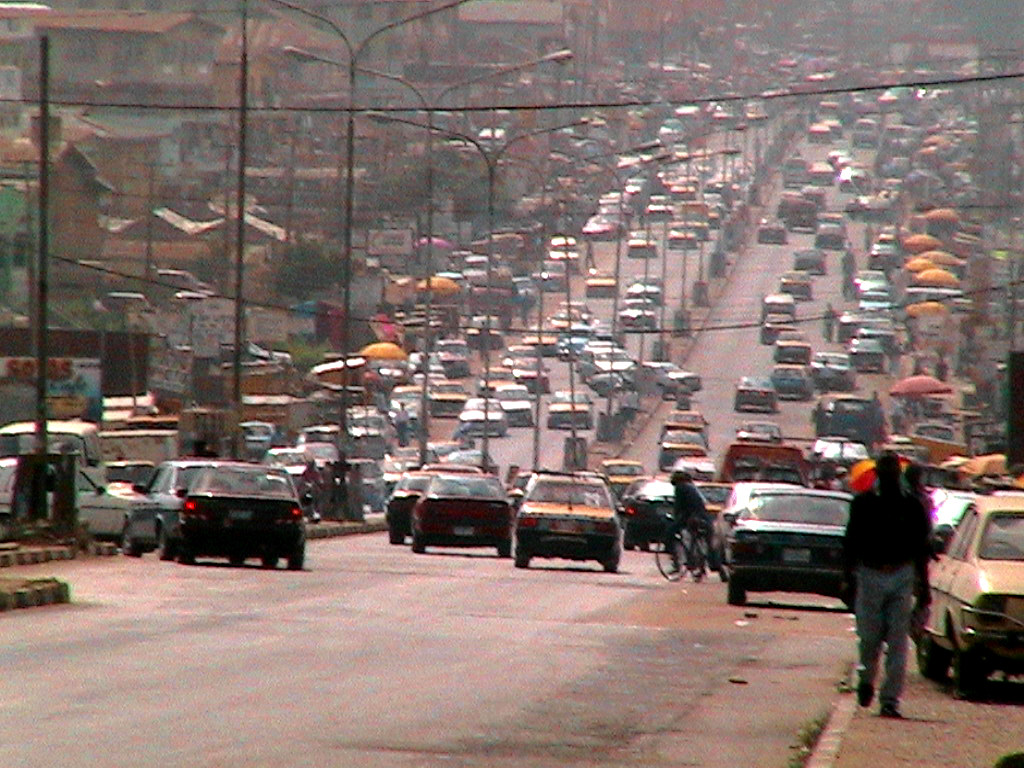
아쿠레

아쿠레(Akure)는 나이지리아 남서부에 위치한 온도주의 주도로 인구는 941,410명(2012년 기준)이다. 코코아, 얌, 카사바, 옥수수, 담배 등의 농산물이 생산되며 직물을 짜는 데에 사용되는 목화가 재배된다.